# GP2 spanyol nagydíj

A GP2 spanyol nagydíj 2005 óta kerül megrendezésre, s a nagydíjon több korábbi vagy későbbi forma-1-es pilóta is szerzett győzelmet: Gianmaria Bruni, Nelson Angelo Piquet, Bruno Senna, Timo Glock, Kobajasi Kamui, Romain Grosjean és Charles Pic.

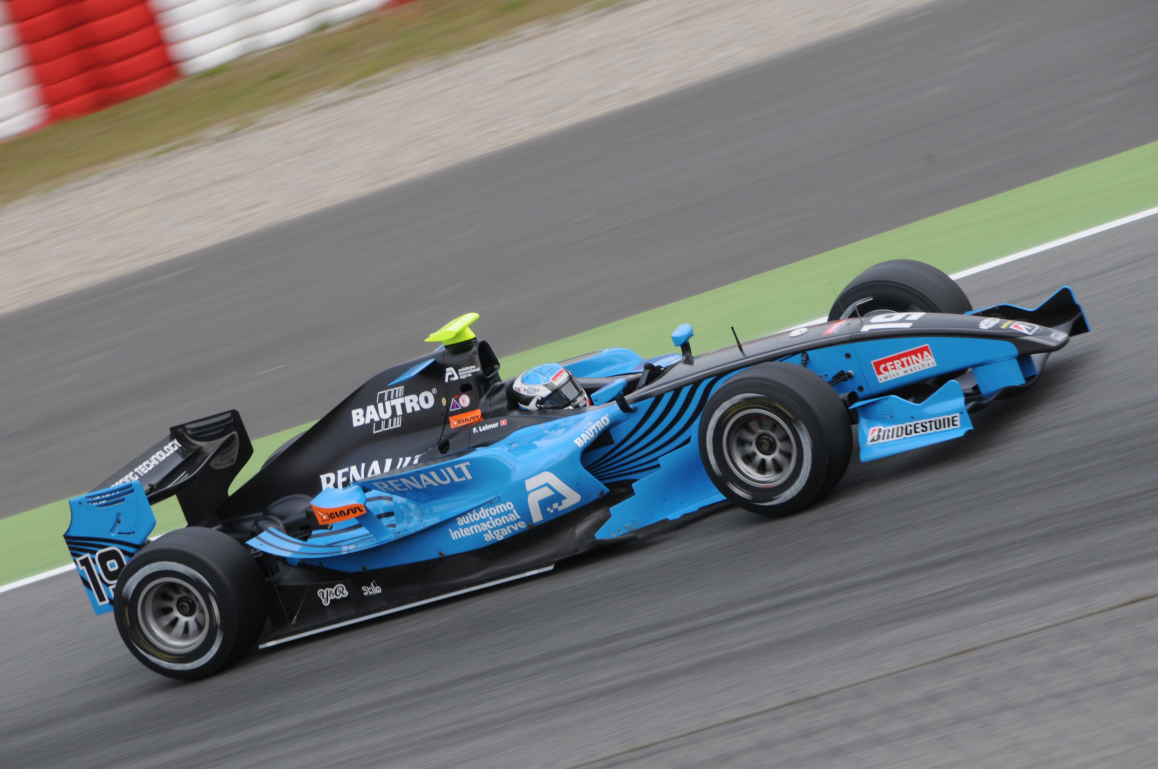
A 2010-es és a 2011-es sprintverseny nyertese, a svájci Fabio Leimer a portugál Ocean Racing Technology autójában

## Időmérőedzés nyertesek

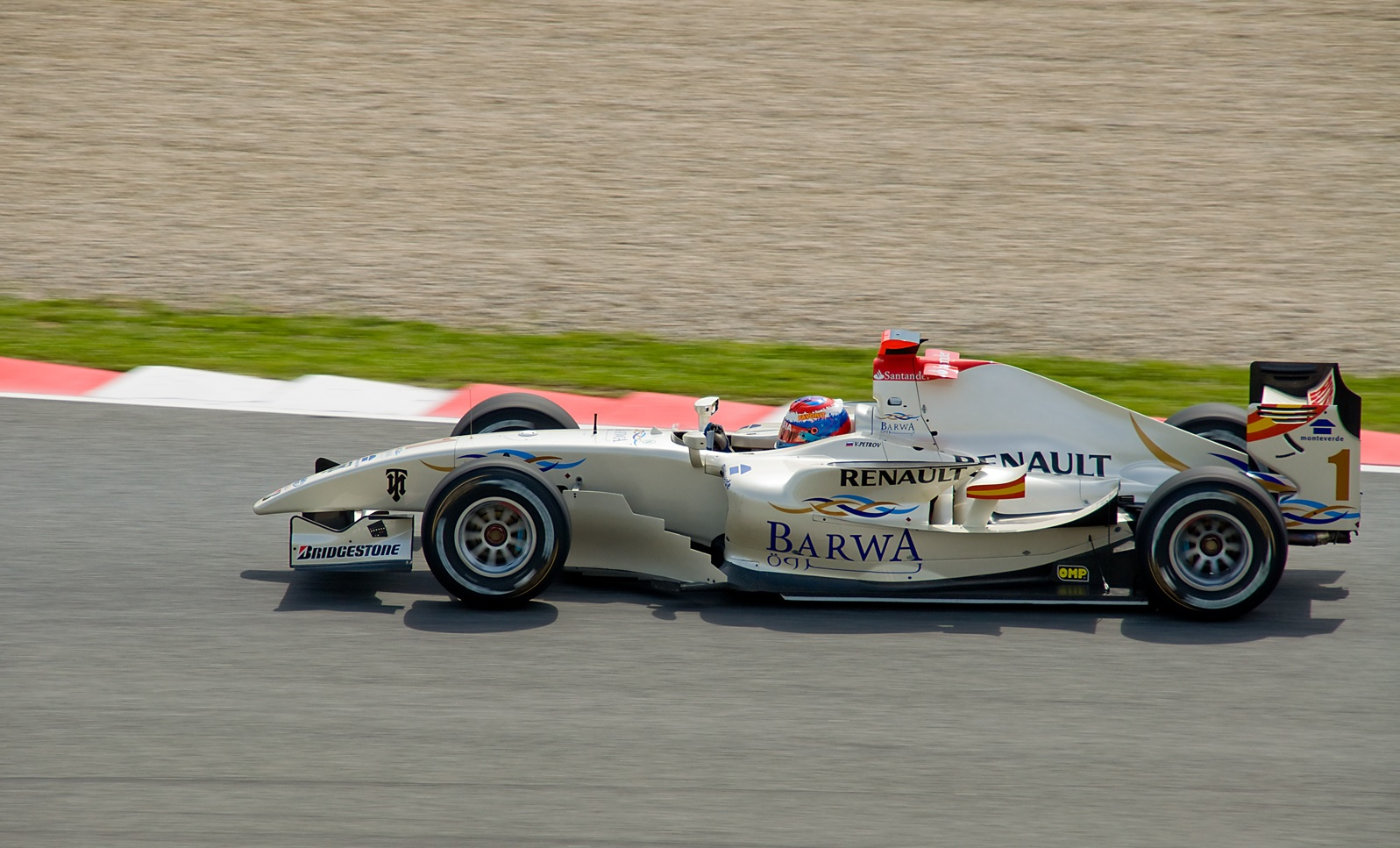
A későbbi Formula–1-es pilóta, Vitalij Petrov 2009-ben

| Év   | Pilóta              | Csapat               | Idő      | Kör | Összefoglaló                |
| ---- | ------------------- | -------------------- | -------- | --- | --------------------------- |
| 2005 | Scott Speed         | iSport International | 1:25,486 | TBA | 2005-ös GP2 spanyol nagydíj |
| 2006 | Nelson Piquet Jr.   | Piquet Sports        | TBA      | TBA | 2006-os GP2 spanyol nagydíj |
| 2007 | Timo Glock          | iSport International | 1:27,713 | TBA | 2007-es GP2 spanyol nagydíj |
| 2008 | Pastor Maldonado    | Piquet Sports        | 1:27,547 | TBA | 2008-as GP2 spanyol nagydíj |
| 2009 | Romain Grosjean     | Barwa Addax Team     | 1:27,510 | TBA | 2009-es GP2 spanyol nagydíj |
| 2010 | Jules Bianchi       | ART Grand Prix       | 1:27,727 | 13  | 2010-es GP2 spanyol nagydíj |
| 2011 | Giedo van der Garde | Barwa Addax Team     | 1:30,473 | 6   | 2011-es GP2 spanyol nagydíj |
| 2012 | James Calado        | Lotus GP             | 1:30,655 | 6   | 2012-es GP2 spanyol nagydíj |
| 2013 | Marcus Ericsson     | DAMS                 | 1:28,706 | 10  | 2013-as GP2 spanyol nagydíj |
| 2014 | Stéphane Richelmi   | DAMS                 | 1:29,293 | 10  | 2014-es GP2 spanyol nagydíj |
| 2015 | Stoffel Vandoorne   | ART Grand Prix       | 1:29,273 | 9   | 2015-ös GP2 spanyol nagydíj |
| 2016 | Pierre Gasly        | Prema Racing         | 1:27,807 | 9   | 2016-os GP2 spanyol nagydíj |

## Nyertesek
| Év   | Főverseny nyertese   | Nyertes csapat      | Sprintverseny nyertese | Nyertes csapat          |
| ---- | -------------------- | ------------------- | ---------------------- | ----------------------- |
| 2005 | Gianmaria Bruni      | Coloni Motorsport   | José María López       | DAMS                    |
| 2006 | Nelson Angelo Piquet | Piquet Sports       | Michael Ammermüller    | Arden International     |
| 2007 | Bruno Senna          | Arden International | Timo Glock             | iSport International    |
| 2008 | Álvaro Parente       | Super Nova Racing   | Kobajasi Kamui         | DAMS                    |
| 2009 | Romain Grosjean      | Barwa Addax Team    | Edoardo Mortara        | Arden International     |
| 2010 | Charles Pic          | Arden International | Fabio Leimer           | Ocean Racing Technology |
| 2011 | Charles Pic          | Barwa Addax Team    | Fabio Leimer           | Rapax                   |
| 2012 | Giedo van der Garde  | Caterham Racing     | Luiz Razia             | Arden International     |
| 2013 | Robin Frijns         | Hilmer Motorsport   | Stefano Coletti        | Rapax                   |
| 2014 | Johnny Cecotto, Jr.  | Trident             | Felipe Nasr            | Carlin                  |
| 2015 | Stoffel Vandoorne    | ART Grand Prix      | Alex Lynn              | DAMS                    |
| 2016 | Norman Nato          | Racing Engineering  | Alex Lynn              | DAMS                    |

## Leggyorsabb körök

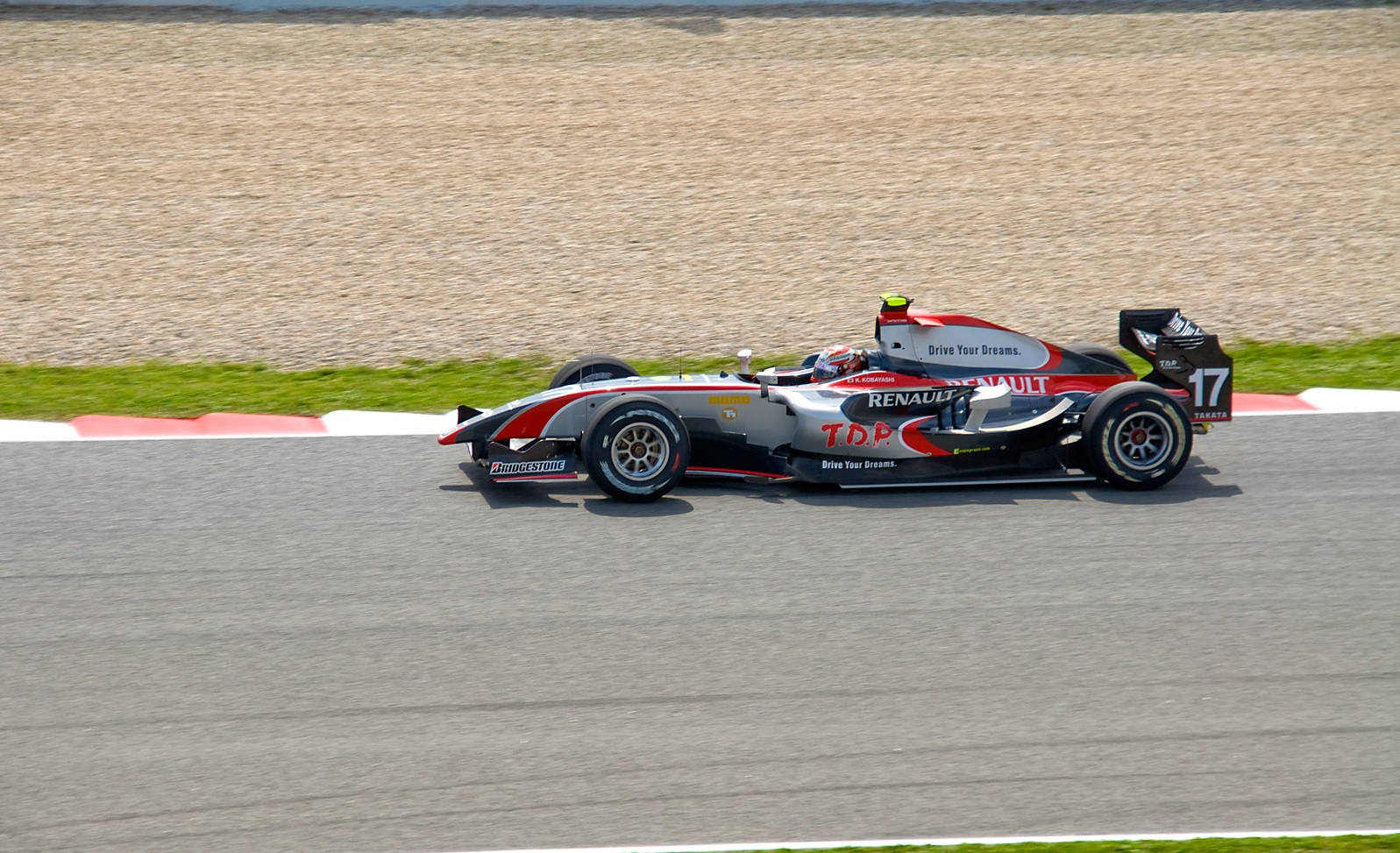
A későbbi Formula–1-es pilóta, Kobajasi Kamui 2009-ben

| Év   | Év            | Pálya                | Pilóta              | Csapat                     | Időeredmény        |
| ---- | ------------- | -------------------- | ------------------- | -------------------------- | ------------------ |
| 2005 | Főverseny     | Circuit de Catalunya | Nico Rosberg        | ART Grand Prix             | 1.25:875 (38. kör) |
| 2005 | Sprintverseny | Circuit de Catalunya | Ryan Sharp          | David Price Racing         | 1.26:251 (17. kör) |
| 2006 | Főverseny     | Circuit de Catalunya | Adrián Vallés       | Campos Racing              | 1.25:550 (TBA)1    |
| 2006 | Sprintverseny | Circuit de Catalunya | Gianmaria Bruni     | Trident Racing             | 1.25:970 (TBA)1    |
| 2007 | Főverseny     | Circuit de Catalunya | Nakadzsima Kazuki   | DAMS                       | 1.29:989 (TBA)2    |
| 2007 | Sprintverseny | Circuit de Catalunya | Timo Glock          | iSport International       | 1.30:269 (TBA)2    |
| 2008 | Főverseny     | Circuit de Catalunya | Adrián Vallés       | FMS International          | 1.30:357 (38. kör) |
| 2008 | Sprintverseny | Circuit de Catalunya | Romain Grosjean     | ART Grand Prix             | 1.29:206 (5. kör)  |
| 2009 | Főverseny     | Circuit de Catalunya | Romain Grosjean     | Barwa Addax Team           | 1.31:070 (5. kör)  |
| 2009 | Sprintverseny | Circuit de Catalunya | Edoardo Mortara     | Telmex Arden International | 1.30:063 (4. kör)  |
| 2010 | Főverseny     | Circuit de Catalunya | Sam Bird            | ART Grand Prix             | 1.31:754 (4. kör)  |
| 2010 | Sprintverseny | Circuit de Catalunya | Fabio Leimer        | Ocean Racing Technology    | 1.31:229 (7. kör)  |
| 2011 | Főverseny     | Circuit de Catalunya | Giedo van der Garde | Barwa Addax Team           | 1.33:959 (6. kör)  |
| 2011 | Sprintverseny | Circuit de Catalunya | Charles Pic         | Barwa Addax Team           | 1.33:752 (21. kör) |
| 2012 | Főverseny     | Circuit de Catalunya | Esteban Gutiérrez   | Lotus GP                   | 1.33:959 (6. kör)  |
| 2012 | Sprintverseny | Circuit de Catalunya | Victor Guerin       | Ocean Racing Technology    | 1.34:343 (7. kör)  |

## Debütáló pilóták

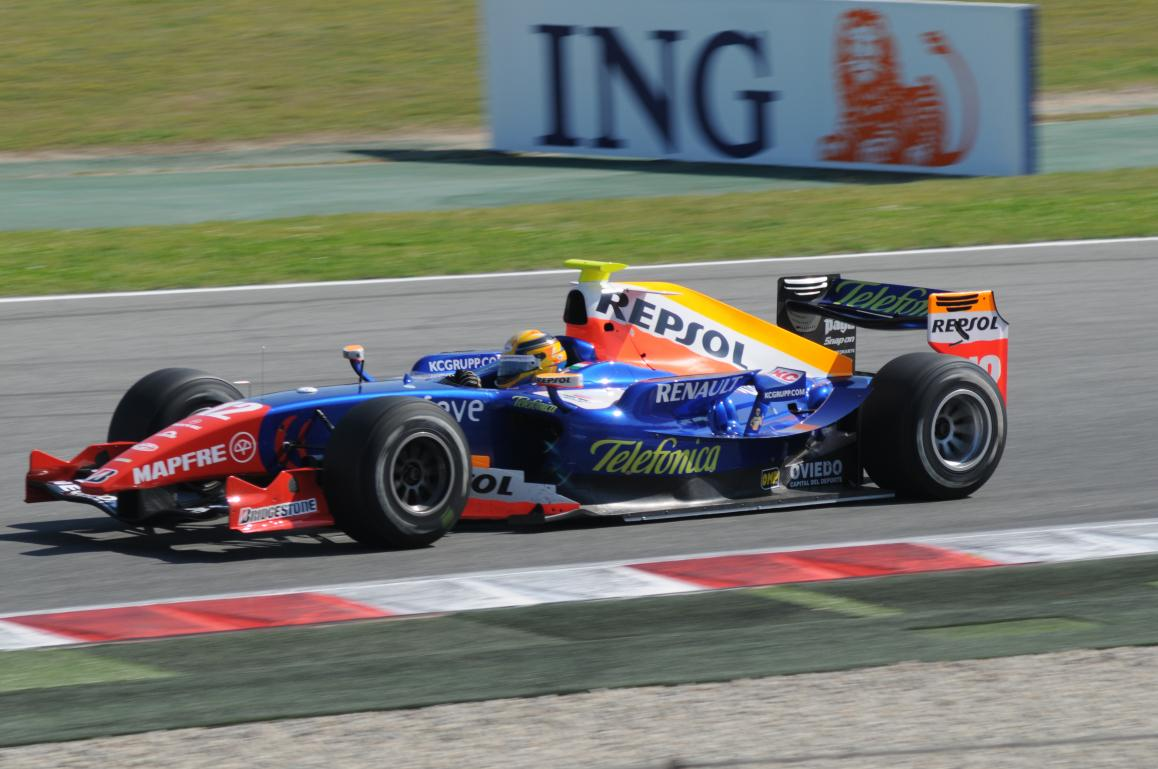
A korábbi Formula–1-es pilóta, a 2008-as GP2-szezon bajnoka Giorgio Pantano

| Év   | Pilóta             | Csapat              |
| ---- | ------------------ | ------------------- |
| 2014 | Tio Ellinas        | MP Motorsport       |
| 2015 | Nick Yelloly       | Hilmer Motorsport   |
| 2016 | Philo Paz Armand   | Trident             |
| 2016 | Luca Ghiotto       | Trident             |
| 2016 | Marvin Kirchhöfer  | Carlin              |
| 2016 | Antonio Giovinazzi | Prema Racing        |
| 2016 | Nabil Jeffri       | Arden International |
| 2016 | Jimmy Eriksson     | Arden International |